# 小田郡

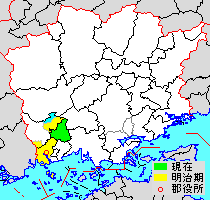
岡山県小田郡の位置（緑：矢掛町 水色：後に他郡から編入した区域）

- 令制国一覧 > 山陽道 > 備中国 > 小田郡
- 日本 > 中国地方 > 岡山県 > 小田郡

小田郡（おだぐん）は、岡山県（備中国）の郡。
人口12,499人、面積90.62km²、人口密度138人/km²。（2025年2月1日、推計人口）
以下の1町を含む。
- 矢掛町（やかげちょう）

## 郡域
1878年（明治11年）に行政区画として発足した当時の郡域は、上記1町のほか、下記の区域にあたる。
- 笠岡市の大部分（大島中・西大島・西大島新田および用之江の一部を除く）
- 井原市の一部（大江町・上稲木町・下稲木町・岩倉町および美星町明治・美星町黒忠を除く美星町各町）

## 歴史
当初の郡域には、現在の笠岡市全域と井原市の一部が含まれていた。郡制廃止後の地方事務所設置の際は、後月郡と合同の小田後月地方事務所が笠岡町（現・笠岡市）に置かれた。

### 近世以降の沿革
- 「旧高旧領取調帳」に記載されている明治初年時点での支配は以下の通り。川面村は2ヶ所に所在。●は村内に寺社領が存在。（78村）

| 知行         | 知行                 | 村数 | 村名 |
| ------------ | -------------------- | ---- | --- |
| 幕府領       | 倉敷代官所           | 21村 | ●笠岡村、西浜村、木之目村、吉浜村、生江浜村、大冝村、茂平村、用之江村、押撫村、園井村、馬飼村、広浜村、絵師村、富岡村、横島村、入江新田、神島内浦、神島外浦、北木島、真鍋島、白石島                                                                   |
| 幕府領       | 旗本領               | 3村  | 宇戸谷村、烏頭村、高末村 |
| 幕府領       | 一橋徳川家領         | 29村 | 有田村、篠坂村、大江村、上稲木村、下稲木村、岩倉村、入田村、西大戸村、東大戸村、大河村、小平井村、新賀村、吉田村、今立村、走出村、三谷村、大倉村、麦草村、羽無村、三ヶ原村、高階村、平宇角村、宇角村、内田村、浅海村、●川面村、奥山田村、沖組、山方組 |
| 藩領         | 備中庭瀬藩           | 16村 | 山口村、小田村、宇内村、東水砂村、西水砂村、黒木村、三山村、宇戸村、土井村、上高末村、下高末村、矢掛村、●東三成村、●横谷村、中村、江良村 |
| 藩領         | 備中新見藩           | 2村  | 上組、下組 |
| 藩領         | 摂津麻田藩           | 2村  | 関戸村、川面村 |
| 藩領         | 備中岡山新田藩       | 1村  | 尾坂村 |
| 幕府領・藩領 | 旗本領・庭瀬藩       | 2村  | 小林村、里山田村 |
| 幕府領・藩領 | 一橋徳川家領・庭瀬藩 | 2村  | 星田村、本堀村 |

- 慶応4年5月16日（1868年7月5日） - 幕府領が倉敷県の管轄となる。
- 明治2年6月25日（1869年8月2日） - 岡山新田藩が改称して鴨方藩となる。
- 明治3年（1870年） - この年までに旗本領・一橋徳川家領が倉敷県の管轄となる。
- 明治4年
  - 7月14日（1871年8月29日） - 廃藩置県により、藩領が庭瀬県、新見県、麻田県、鴨方県の管轄となる。
  - 11月15日（1871年12月26日） - 第1次府県統合により、全域が深津県の管轄となる。
- 明治5年6月5日（1872年7月10日） - 小田県の管轄となる。
- 明治7年（1874年）（74村）
  - 沖組・山方組が合併して甲弩村となる。
  - 羽無村・土井村・上高末村・下高末村が高末村に合併。
- 明治8年（1875年）12月20日 - 第2次府県統合により岡山県の管轄となる。
- 明治9年（1876年） - 三谷村・麦草村・三ヶ原村・高階村・平宇角村が高末村に合併。（69村）
- 明治11年（1878年）9月29日 - 郡区町村編制法の岡山県での施行により、行政区画としての小田郡が発足。郡役所が笠岡村に設置。
- 明治12年（1881年）
  - 川面村（旧・一橋徳川家領）・川面村上組・川面村下組が合併して西川面村となる。（67村）
  - 川面村（旧・麻田藩領）が改称して東川面村となる。
- 明治14年（1881年） - 高末村が分割し、一部（旧・三谷村）が内田村に合併、残部が上高末村・下高末村となる。（68村）

### 町村制以降の沿革
- 明治22年（1889年）6月1日 - 町村制の施行により、以下の各村が発足。（25村）
  - 笠岡村 ← 笠岡村、富岡村（現・笠岡市）
  - 金浦村 ← 西浜村、吉浜村、木之目村、大河村、生江浜村（現・笠岡市）
  - 城見村 ← 用之江村、茂平村、大冝村（現・笠岡市）
  - 陶山村 ← 押撫村、有田村、篠坂村、入田村（現・笠岡市）
  - 大江村（単独村制。現・井原市）
  - 稲倉村 ← 上稲木村、下稲木村、岩倉村（現・井原市）
  - 大井村 ← 東大戸村、西大戸村、小平井村（現・笠岡市）
  - 吉田村 ← 吉田村、関戸村、尾坂村（現・笠岡市）
  - 新山村 ← 新賀村、山口村（現・笠岡市）
  - 北川村 ← 甲弩村、走出村（現・笠岡市）
  - 小田村（単独村制。現・矢掛町）
  - 富成村 ← 黒木村、星田村、西水砂村（現・井原市）
  - 美山村 ← 三山村、大倉村、東水砂村（現・井原市）
  - 宇戸村 ← 宇戸谷村、烏頭村、宇戸村、上高末村［麦草］（現・井原市）
  - 美川村 ← 上高末村［麦草を除く］、下高末村、宇角村、内田村（現・矢掛町）
  - 矢掛村 ← 矢掛村、小林村（現・矢掛町）
  - 三谷村 ← 東三成村、横谷村（現・矢掛町）
  - 山田村 ← 里山田村、奥山田村、中村（現・矢掛町）
  - 川面村 ← 東川面村、西川面村、宇内村（現・矢掛町）
  - 中川村 ← 本堀村、浅海村、江良村（現・矢掛町）
  - 今井村 ← 園井村、今立村、広浜村、馬飼村、絵師村（現・笠岡市）
  - 神島内村 ← 横島村、入江新田、神島内浦（現・笠岡市）
  - 神島外村 ← 神島外浦、白石島（現・笠岡市）
  - 北木島村（北木島が単独村制。現・笠岡市）
  - 真鍋島村（真鍋島が単独村制。現・笠岡市）
- 明治23年（1890年）6月5日 - 富成村が改称して堺村となる。
- 明治24年（1891年）10月23日 - 笠岡村が町制施行して笠岡町となる。（1町24村）
- 明治29年（1896年）2月26日 - 矢掛村が町制施行して矢掛町となる。（2町23村）
- 明治33年（1900年）4月1日 - 郡制を施行。
- 明治34年（1901年）2月6日 - 金浦村が町制施行して金浦町となる。（3町22村）
- 大正12年（1923年）4月1日 - 郡会が廃止。郡役所は存続。
- 大正14年（1925年）6月1日 - 小田村が町制施行して小田町となる。（4町21村）
- 大正15年（1926年）7月1日 - 郡役所が廃止。以降は地域区分名称となる。
- 昭和24年（1949年）4月1日 - 神島外村の一部（白石島）が分立して白石島村が発足。（4町22村）
- 昭和26年（1951年）4月1日 - 今井村が笠岡町に編入。（4町21村）
- 昭和27年（1952年）
  - 4月1日（3町20村）
    - 笠岡町・金浦町が合併して笠岡市が発足し、郡より離脱。
    - 北木島村が町制施行して北木島町となる。

  - 7月1日 - 神島外村が町制施行して神島外町となる。（4町19村）
- 昭和28年（1953年）
  - 4月1日 - 稲倉村・大江村が後月郡井原町・西江原町・高屋町・荏原村・木之子村・県主村・青野村・山野上村と合併して井原市が発足し、郡より離脱。（4町17村）
  - 10月1日 - 城見村・陶山村・大井村・吉田村・新山村・神島内村が笠岡市に編入。（4町11村）
- 昭和29年（1954年）
  - 5月1日 - 矢掛町・美川村・三谷村・山田村・川面村・中川村が合併し、改めて矢掛町が発足。（4町6村）
  - 6月1日 - 堺村・美山村・宇戸村が川上郡日里村と合併して美星町が発足。（5町3村）
- 昭和30年（1955年）4月1日 - 神島外町・北木島町・真鍋島村・白石島村が笠岡市に編入された。（3町1村）
- 昭和35年（1960年）4月1日 - 北川村が笠岡市に編入。（3町）
- 昭和36年（1961年）1月15日 - 小田町が矢掛町に編入。（2町）
- 平成17年（2005年）3月1日 - 美星町が井原市に編入。（1町）

### 変遷表
| 明治22年以前 | 明治22年6月1日 | 明治22年 - 昭和26年         | 昭和27年- 昭和29年           | 昭和30年 - 昭和63年          | 平成1年 - 現在              | 現在   |
| ------------ | -------------- | --------------------------- | ---------------------------- | ---------------------------- | --------------------------- | ------ |
|              | 笠岡村         | 明治24年10月23日 笠岡町     | 昭和27年4月1日 笠岡市        | 笠岡市                       | 笠岡市                      | 笠岡市 |
|              | 今井村         | 昭和26年4月1日 笠岡町へ編入 | 昭和27年4月1日 笠岡市        | 笠岡市                       | 笠岡市                      | 笠岡市 |
|              | 金浦村         | 明治34年2月6日 金浦町       | 昭和27年4月1日 笠岡市        | 笠岡市                       | 笠岡市                      | 笠岡市 |
|              | 城見村         | 城見村                      | 昭和28年10月1日 笠岡市へ編入 | 笠岡市                       | 笠岡市                      | 笠岡市 |
|              | 陶山村         | 陶山村                      | 昭和28年10月1日 笠岡市へ編入 | 笠岡市                       | 笠岡市                      | 笠岡市 |
|              | 大井村         | 大井村                      | 昭和28年10月1日 笠岡市へ編入 | 笠岡市                       | 笠岡市                      | 笠岡市 |
|              | 吉田村         | 吉田村                      | 昭和28年10月1日 笠岡市へ編入 | 笠岡市                       | 笠岡市                      | 笠岡市 |
|              | 新山村         | 新山村                      | 昭和28年10月1日 笠岡市へ編入 | 笠岡市                       | 笠岡市                      | 笠岡市 |
|              | 神島内村       | 神島内村                    | 昭和28年10月1日 笠岡市へ編入 | 笠岡市                       | 笠岡市                      | 笠岡市 |
|              | 神島外村       | 神島外村                    | 昭和27年7月1日 神島外町      | 昭和30年4月1日 笠岡市へ編入  | 笠岡市                      | 笠岡市 |
|              | 神島外村       | 昭和24年4月1日 白石島村     | 白石島村                     | 昭和30年4月1日 笠岡市へ編入  | 笠岡市                      | 笠岡市 |
|              | 北木島村       | 北木島村                    | 昭和27年4月1日 北木島町      | 昭和30年4月1日 笠岡市へ編入  | 笠岡市                      | 笠岡市 |
|              | 真鍋島村       | 真鍋島村                    | 真鍋島村                     | 昭和30年4月1日 笠岡市へ編入  | 笠岡市                      | 笠岡市 |
|              |                |                             | 浅口郡 大島村の一部          | 昭和30年4月1日 笠岡市へ編入  | 笠岡市                      | 笠岡市 |
|              | 北川村         | 北川村                      | 北川村                       | 昭和35年4月1日 笠岡市へ編入  | 笠岡市                      | 笠岡市 |
|              | 矢掛村         | 明治29年2月26日 矢掛町      | 昭和29年5月1日 矢掛町        | 矢掛町                       | 矢掛町                      | 矢掛町 |
|              | 美川村         | 美川村                      | 昭和29年5月1日 矢掛町        | 矢掛町                       | 矢掛町                      | 矢掛町 |
|              | 三谷村         | 三谷村                      | 昭和29年5月1日 矢掛町        | 矢掛町                       | 矢掛町                      | 矢掛町 |
|              | 山田村         | 山田村                      | 昭和29年5月1日 矢掛町        | 矢掛町                       | 矢掛町                      | 矢掛町 |
|              | 中川村         | 中川村                      | 昭和29年5月1日 矢掛町        | 矢掛町                       | 矢掛町                      | 矢掛町 |
|              | 川面村         | 川面村                      | 昭和29年5月1日 矢掛町        | 矢掛町                       | 矢掛町                      | 矢掛町 |
|              | 小田村         | 大正14年6月1日 小田町       | 小田町                       | 昭和36年1月15日 矢掛町へ編入 | 矢掛町                      | 矢掛町 |
|              | 富成村         | 明治23年6月5日 改称 堺村    | 昭和29年6月1日 美星町        | 美星町                       | 平成17年3月1日 井原市へ編入 | 井原市 |
|              | 美山村         | 美山村                      | 昭和29年6月1日 美星町        | 美星町                       | 平成17年3月1日 井原市へ編入 | 井原市 |
|              | 宇戸村         | 宇戸村                      | 昭和29年6月1日 美星町        | 美星町                       | 平成17年3月1日 井原市へ編入 | 井原市 |
|              |                | 川上郡 日里村               | 昭和29年6月1日 美星町        | 美星町                       | 平成17年3月1日 井原市へ編入 | 井原市 |
|              | 大江村         | 大江村                      | 昭和28年4月1日 井原市        | 井原市                       | 井原市                      | 井原市 |
|              | 稲倉村         | 稲倉村                      | 昭和28年4月1日 井原市        | 井原市                       | 井原市                      | 井原市 |

## 行政
歴代郡長
| 代 | 氏名 | 就任年月日                | 退任年月日                | 備考                   |
| -- | ---- | ------------------------- | ------------------------- | ---------------------- |
| 1  |      | 明治11年（1878年）9月29日 |                           |                        |
|    |      |                           | 大正15年（1926年）6月30日 | 郡役所廃止により、廃官 |